# Ursus (Varsavia)
Ursus è una piccola frazione di Varsavia situata nella parte occidentale della città. Confina con la frazione di Varsavia-Włochy a est e con quella di Varsavia-Bemowo a nord. Vanta il più basso tasso di criminalità all'interno della capitale.

## Storia
A metà del XIX secolo, i fratelli Józef e Krystian Haasy acquistarono le terre di Skoroszy, Czechowice e in parte Szamoty dall'allora presidente di Varsavia Teodor Andrault de Langeron. All'inizio degli anni Venti del XX secolo Franciszek, il figlio di Krystian, vendette la sua proprietà, nella cui area furono costruiti una zona industriale e il vicino complesso residenziale. Nel 1923 fu aperta la fabbrica Zakłady Mechaniczne Ursus ("Officine Meccaniche Ursus"), che produceva trattori, a Szamoty. 
Sebbene la crisi degli anni '30 rallentasse il fiorire della città, nel 1939 il paese aveva circa 7.000 abitanti. I residenti avevano una scuola elementare, una stazione di polizia e una fermata del treno.
Nel 1945, durante il ritiro delle truppe tedesche dal territorio di Czechowice, furono messi in atto tentativi di far saltare in aria la fabbrica, ma ciò non fu possibile grazie alle azioni dei partigiani polacchi.
I paesi di Czechowice, Skorosze, Szamoty, Gołąbki e Grabkowo nel 1952 si fusero in una città, chiamata Czechowice, che l'8 maggio 1954 cambiò nome in Ursus per non essere confusa con Czechowice-Dziedzice, nella Polonia meridionale. 
Il 1º agosto 1977 Ursus perse la sua indipendenza come comune separato e venne incorporata a Varsavia all'interno della frazione di Ochota come punizione per gli scioperi di operai e intellettuali che manifestarono contro il governo comunista tra il 25 e il 30 giugno 1976.
I problemi economici subentrati nei primi anni Novanta a causa di un enorme debito costrinsero l'azienda a vendere gran parte dei suoi impianti, tuttavia una ristrutturazione a partire dal 1998 consentì di continuare la produzione grazie all'apertura ad azionisti esteri e a joint venture.